# Trinomys paratus
Trinomys paratus — вид гризунів родини щетинцевих, який мешкає в південно-східній Бразилії. Є підозри, що для проживання використовує залишки низинних вологих тропічних лісів. 

## Загрози та охорона
Області, де цей вид трапляється, були дуже сильно перетворені в сільські господарства й пасовища.